# Per Forsell
Per Edvin Forsell, född 28 februari 1898 i Växbo i Bollnäs, död 5 juli 1979 i Mo församling, Söderhamns kommun, var en svensk fotograf.

## Biografi
Forsell föddes i en fattig torparfamilj. Redan i unga år hjälpte han sin far i timmerskogen. Så småningom flyttade han till Härjedalen, där han försörjde sig som timmerhuggare och flottare. Åren 1922–1950 var han bosatt i Ljusne. Där arbetade han bland annat på sågen som plankbärare. Åren 1949–1950 byggde han sin villa på Åsen i Hälsingmo, platsen där hans mor vuxit upp. 
År 1931 köpte han sin första kamera. Den kostade 125 kronor och var relativt liten och enkel. Först några år senare inhandlade han sin första "riktiga" kamera, som kostade 1 100 kr, vilket var en hel årslön på den tiden. 
År 1935 deltog han i sin första fototävling med några vinterbilder. Tävlingen arrangerades av Hälsinglands och Gästriklands sektioner av STF. Per Forsell vann första pris och fick förutom äran även 150 kronor. Snart spreds hans bilder över hela landet och Forsell blev känd som en av Sveriges skickligaste fotografer (även utanför landets gränser). Som bevis på detta erhöll han en rad priser och utmärkelser, bland annat vann han tidningen Fotos stora mästartävling 1943, 1944 och 1946.

## Karriär
Merparten av Per Forsells fotografier har ett namn, till exempel Slöjdaren och Bons-Anders. Till de flesta fotografier finns även en specifikation, som bland annat beskriver typ av kamera, optik, negativ, negativframkallare, papper, exponeringstid, filter samt belysningen. Forsell var autodidakt, prövade sig fram och lärde av sina misstag.
Forsell fotograferade olika motiv såsom djur, landskap och viss utsträckning även nakenmotiv. Mest känd i den senare kategorin är sannolikt Karin från 1944. Forsells eftermäle består dock främst av hans porträtt av gamla, fårade, gråhåriga original från olika delar av Sverige. Det var de här "prakt-människo-originalen" Forsell älskade och brann att få berätta om samt föreviga på bild. Han lade ner stor möda på att resa runt och träffa dessa människor. Ibland fick han vänta flera år innan han fick deras tillåtelse att ta det efterlängtade fotot. 
Mellan 1948 och 1969 reste Per Forsell runt hela landet som populär föreläsare engagerad av skolöverstyrelsen. Han visade bilder samt talade om fotokonsten och alla spännande människor han mött.

## Priser och utmärkelser
- 1935: 1:a pris i fototävling utlyst av Hälsinglands och Gästriklands sektioner av STF
- 1941: 2:a pris i tidningen Fotos mästartävling med "Skulptur", "Gubben Olsson" samt "Andaktsstund"
- 1943: 1:a pris i tidningen Fotos mästartävling med "Korpral Fäldt", "Jackes-Mina" samt "Plåtslagaren Dahlqvist"
- 1944: 1:a pris i tidningen Fotos mästartävling med "Fia på Knäppåsen", "Byfogden" samt "Karin"
- 1946: 1:a pris i tidningen Fotos mästartävling med "Stortvätt", "Slöjdaren", "Getkvartetten" samt "Mickel junior"
- 1960: Ledamot av "Photographic Society of America", som bevis på sin storhet även utanför Sverige